# Шосе Триполі-Кейптаун
Шосе Триполі–Кейптаун або Трансафриканська магістраль 3 — Трансафриканська магістраль 3 у трансконтинентальній мережі доріг, яка розробляється Економічною комісією ООН для Африки (UNECA), Африканським банком розвитку (AfDB) і Африканським союзом. Маршрут має довжину 10 808 км (6 716 миль) і має найдовші відсутні ланки та потребує найбільшої кількості нових доріг.
Південна Африка спочатку не була включена до маршруту, який вперше був запланований в епоху апартеїду, але тепер визнано, що він продовжуватиметься до Кейптауна. Через цей факт у документах воно все ще може згадуватися як шосе Триполі-Віндгук.
Має стати другою ланкою між Північною та Південною Африкою, а шосе Каїр-Кейптаун буде іншим маршрутом, що проходить через Східну Африку.

## Маршрут
Маршрут пролягає через Лівію, Чад, Камерун, Центральноафриканську Республіку, Республіку Конго, західний край Демократичної Республіки Конго, Анголу, Намібію та Південну Африку. Лише національні дороги з твердим покриттям у Лівії, Камеруні, Анголі, Намібії та Південній Африці можуть бути використані в будь-якій мірі. Зараз лише пустельні шляхи пролягають від південної Лівії до околиць Нджамени, відстань понад 2000 км, а між Сало, ЦАР та Уессо, Республіка Конго, немає жодної дороги.

### Північна ділянка
Шосе Триполі–Кейптаун не є пріоритетним у своїй північній частині через Сахару між Триполі та Нджаменою, для якої Транссахарське шосе далі на захід, ймовірно, знайшло б більше використання та забезпечує альтернативний маршрут з півночі на південь. Кажуть, що Лівія більше зацікавлена в дорожньому сполученні з Нігером, яке б сполучалося з Транссахарським шосе. У поєднанні з беззаконням і потенційною нестабільністю в прикордонних регіонах Лівії та Чаду північна ділянка, ймовірно, буде останньою, яку буде розроблено, і до її завершення може знадобитись кілька десятиліть.

### Центральна ділянка
Це центральна ділянка між північною Анголою та Камеруном, яка є найбільш необхідною, тому що вона забезпечить перший прокладений зв’язок між регіонами Західної та Південної Африки, і це сприятиме найбільшому стимулюванню торгівлі, яка зараз має здійснюватися повітряним або морським транспортом. Центральна ділянка, однак, є «відсутньою ланкою», і запланована траса між ЦАР і Конго проходитиме через деякі з найбільш віддалених і складних місцевостей і тропічних лісів басейну річки Сангха. Це вирівнювання має потенціал для величезного екологічного впливу на відносно незаймані ліси в межах ряду природних заповідників.
Було запропоновано альтернативну трасу для дороги між Яунде, Камерун і Браззавілем, Республіка Конго, яка сприяла б більшому транспорту між півднем і заходом континенту і, ймовірно, мала б менший вплив на навколишнє середовище. Проходитиме через Ламбарене (Габон) і Долісі (Кипр). З півдня рух, прямуватиме до Західної Африки, відгалужуватиметься в Яунде на західну ділянку шосе Лагос-Момбаса, тоді як рух, що прямуватиме на схід і північ, розділятиме асфальтовану дорогу від Яунде до Гаруа-Булаї на кордоні між Камеруном і ЦАР. Крім того, що ця альтернативна дорога коротша для руху між півднем і заходом, вона має й інші переваги. Вона вже несе невеликий міжнародний трафік, вона проходить через більш населені та економічно активні райони, вона додає Габон (і його столицю, Лібревіль, через відгалуження) до мережі, і проходить дуже близько до Екваторіальної Гвінеї (Ріо-Муні) та атлантичних портів Дуала та Пуент-Нуар. Більше того, більша частка цієї ділянки вкрита бруківкою, а ті ділянки, на яких є гравійні дороги або ґрунтові дороги, є важливими як національні дороги, а отже, мають вищий пріоритет для асфальтування.
Між Долісіє та Матаді також доступний альтернативний переважно асфальтований маршрут через Пуент-Нуар і Кабінда, перетинаючи річку Конго на мосту Матаді, замість порома між Браззавілем і Кіншасою.

### Південна ділянка
З іншого боку, південна ділянка між ДРК і Кейптауном є важливою регіональною дорогою в Співтоваристві розвитку Південної Африки.
Маршрут пролягає на південь шосе N1 у ДРК. Входить в Анголу через EN140 і слідує на південь через EN120 і входить в B1 в Намібії. Маршрут продовжує слідувати на південь і з’єднується з Південно-Африканською Республікою за допомогою шосе N7. Шосе продовжується на південь до перетину з шосе N1 і M7 у Кейптауні.
На півночі Анголи потрібне асфальтування існуючих доріг, але від Нгаге через Анголу, дорога В1 Намібії та автомагістраль N7 у Південній Африці до Кейптауна повністю асфальтована та перебуває в задовільному стані.

## Дивись також
- Трансафриканська мережа автомобільних доріг